# Oscar Brockmeyer
Oscar Bernard Brockmeyer (Saint Louis, Missouri, 13 de novembre de 1883 - Webster Groves, Missouri, 10 de gener de 1954) va ser un futbolista estatunidenc que va competir a primers del segle xx. El 1904 va prendre part en els Jocs Olímpics de Saint Louis, on guanyà la medalla de plata en la competició de futbol com a membre del Christian Brothers College.
El 1908 es llicencià en enginyeria per la Universitat de Missouri.